# 陸羽

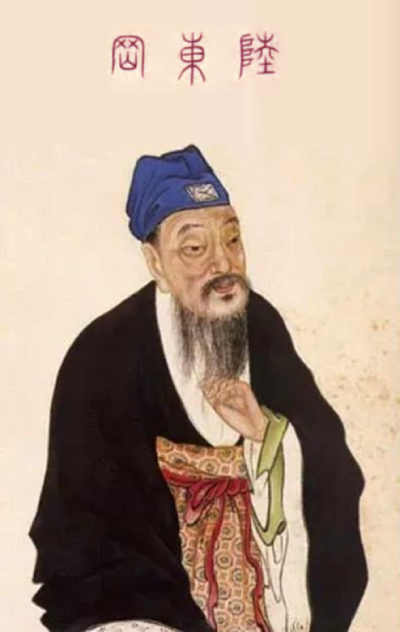
陸東冈像（取自清乾隆年間《歷代名臣像解》）

陸羽（733年—804年），字鴻漸，一名疾，字季疵，自號竟陵子、东冈子、桑苎翁，又號茶山御史，唐朝复州竟陵（今湖北天门市）人。父母不詳，或說是有僧人在河濱撿到而收養。長大之後，用《易經》给自己占卜，根据经文为自己选定姓、名和表字。因著有世界第一部茶叶专著《茶经》而闻名于世，对茶文化做出了卓越贡献，被誉为茶圣，奉为茶神祭祀。

## 生平
陆羽一生富有传奇色彩。他原是个被遗弃的孤儿，約莫兩、三岁时，被竟陵龙盖寺方丈僧智积禅师在当地西湖之滨拾得（當時是公元733年）。有一天早晨，寺裡的和尚聽到外面不斷傳來大雁的叫聲，智積禪師就急忙跑出去看。來到河堤那邊，有三隻大雁正圍著一個嬰兒叫，並將羽毛覆蓋在孩子身上。智積禪師怕孩子凍死，忙將他抱了回來。可是智積是個出家人，不能收養孩子，就把這孩子送給檀越李儒公收養。李儒公原只有一個女兒，看到男孩很是高興，因為不知道這孩子的姓名，李儒公就根據孩子臉上的傷痕，依輩字（儒公的女兒名叫「李季蘭」）取名季疵，「疵」就是毛病的意思。
陸羽七、八歲時，李儒公一家要回故鄉，陸羽不願成為儒公的負擔，就回到寺院投奔智積和尚，智積和尚很喜歡他，想要為他剃度，但他不願意出家，就擔任伽藍役（廟中的工人），後以《易經》占卜，來為自己取姓名。他所得出的是第五十三卦《漸》：「鴻漸于陸，夫征不複，婦孕不育。」「鴻漸于陸，其羽可用為儀。」頭一句話的意思是：鴻雁向茫茫陸地遠飛，夫婿出征遲遲不歸。妻子懷了嬰兒，可是得不到養育。第二句的意思是：鴻雁飛到了高山，其羽毛可以用來做舞蹈的道具。所以姓取「陸」，名取「羽」，字取「鴻漸」。這個名正好與他嬰兒時被大雁的羽毛覆蓋的傳說相吻合，又與後來他游走無定的戲班生活相符。
在龍蓋寺，他不但学得了识字，还学会烹茶，尽管如此，陆羽還是志於儒學，不愿剃髮为僧，所以十二岁时，他乘人不备逃出龙盖寺，到了一个戏班子里学演戏。他虽其貌不扬，又有些口吃，但却幽默机智，演丑角很成功，后来还编写了三卷笑话书《谑谈》。

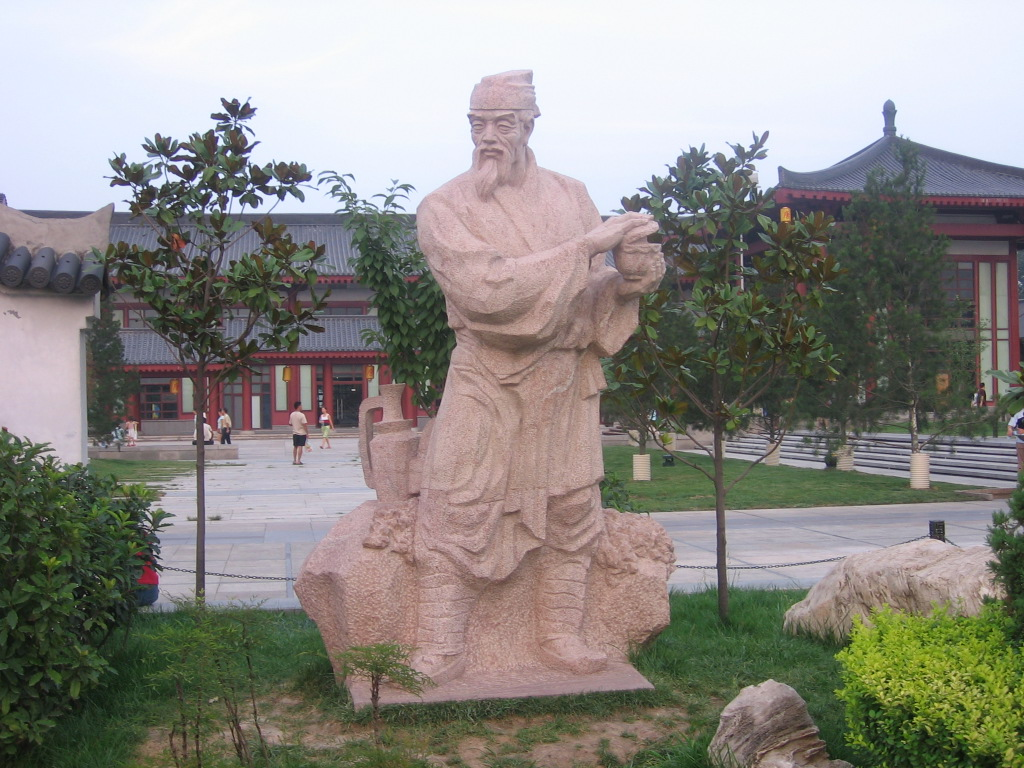
西安大雁塔的陸羽塑像

唐天宝五年（746年），竟陵太守李齐物在一次聚饮中，看到陆羽的表演，欣赏其才能，当即赠与诗书，推荐他到隐居于火门山的邹夫子学习。后常与好友崔国辅一起出游，品茶鉴水，谈诗论文。
唐肃宗乾元元年（758年），陆羽来到昇州（今江蘇南京）钻研茶事。
唐上元初（760年），至苕溪（今浙江湖州）隐居。在湖州的顾渚山，陆羽与皎然、朱放等人论茶。顾诸山在浙江湖州，是个著名的产茶区。据《郡斋读书志·杂家类》载，陆羽还著有《顾渚山记》二卷，当年陆氏与皎然、朱放等论茶，以顾渚为第一。陆羽和皎然都是当时的茶叶名家，分别著有《茶经》和《茶诀》。趙璘《因話錄》中說，陸羽「性嗜茶，始創煎茶法」。后来陆龟蒙在此开设茶园，深受前辈的影响，他写过《茶书》一篇，是继《茶经》、《茶诀》之后又一本茶叶专著。可惜《茶诀》和《茶书》均已失传。唯有陆羽的《茶经》3卷传世。

## 著作

### 早期唐詩
- 六羨歌

### 七言絕句
- 會稽東小山

### 著作
- 《茶经》三卷
- 《顾渚山记》二卷

### 遊記
- 遊慧山寺記

### 評論
- 論徐顏二家書
- 僧懷素傳

### 自傳
- 陸文學自傳

## 個性

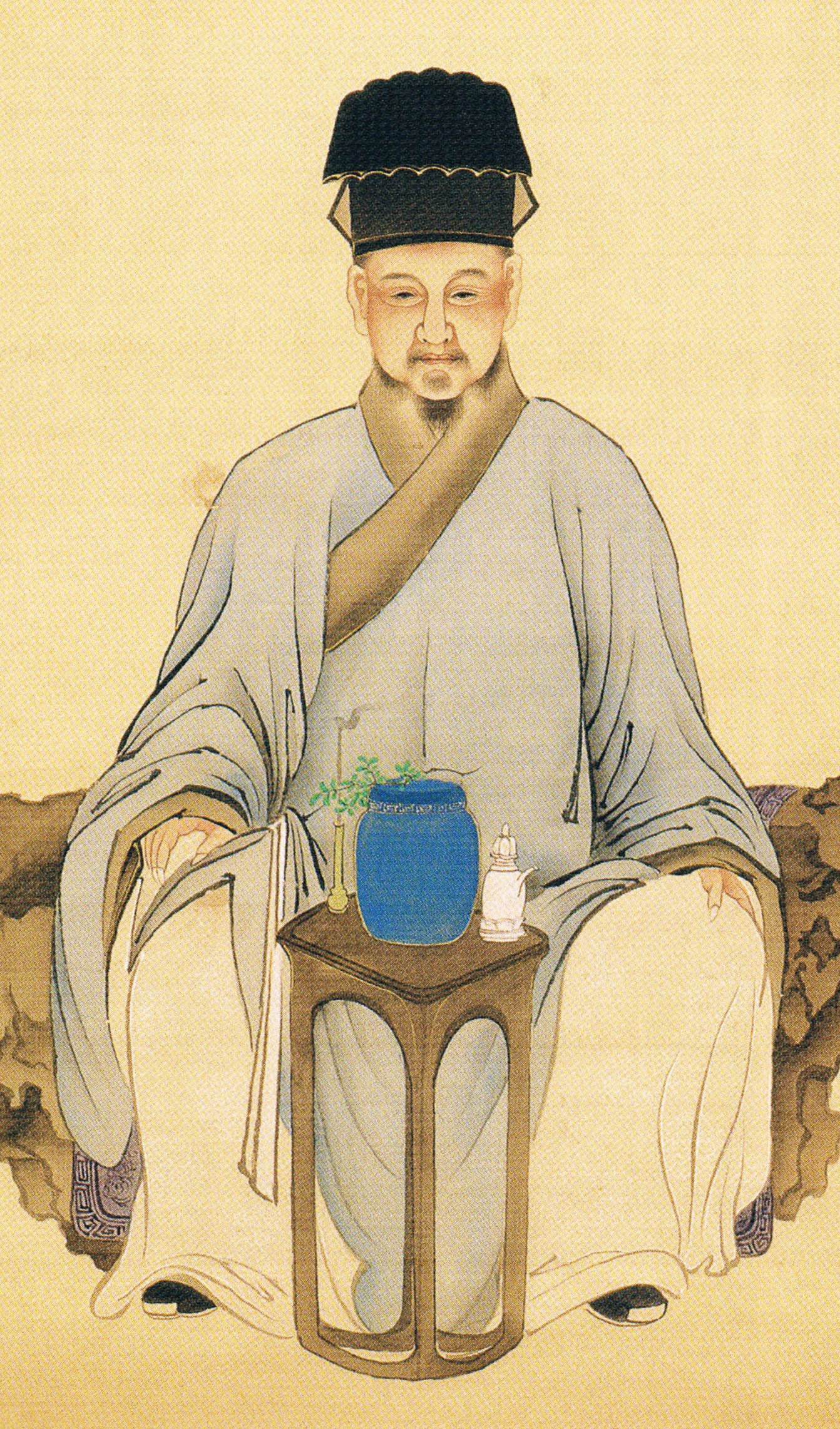
日人春木南溟所繪的陸羽像

陆羽一生鄙夷权贵，不重财富，坚持正义，热爱自然。《全唐诗》中载有陆羽一首诗，正体现了他的品格。 
不羡黄金罍，
不羡白玉杯，
不羡朝入省，
不羡暮登台；
千羡万羡西江水，
曾向竟陵城下来。
陸羽一生工於詩文，惟傳世不多。而陆羽在生時所著的《茶经》，是唐代和唐代以前有关茶业科学知识和实践经验的系统总结。《茶经》一问世，即为历代人所宝爱，盛赞他为茶业的开创之功。宋代陈师道为《茶经》做序道：“夫茶之著书，自羽始。其用于世，亦自羽始。羽诚有功于茶者也！” 陆羽逝世后，后人尊其为“茶神”，肇始于晚唐。

## 評價
- 《新唐書·陸羽傳》記：“羽嗜茶，著經三篇，言茶之原、之法、之具尤備，天下益知飲茶矣。”
- 宋代王禹偁亦有《谷帘泉》诗：“迢递康王谷，尘埃陆羽仙。”

## 茶經
- 國學子部-茶經 （页面存档备份，存于）
- 茶经中英文对照版
- 陆羽, 梅風雲《茶经》 －解读与点校 程启坤 杨招棣 姚国坤 上海文艺出版社 2003 ISBN 7-80646-567-7
- 茶经 ISBN 957-763-053-7

## 影響
香港名茶樓陸羽茶室就是以陸羽為名。